# Aston Martin DB4 GT Zagato
Pour les articles homonymes, voir GTZ.
L'Aston Martin DB4 GT Zagato, également appelée DB4 GTZ, est une automobile de Grand Tourisme produite par le constructeur britannique Aston Martin. Présentée au Salon d'Earl's Court à Londres en 1960, elle reprend l'ensemble châssis/moteur de la DB4 GT, mais bénéficie d'une nouvelle carrosserie réalisée par Zagato, en Italie, destinée à réduire le poids de façon significative. Le dessin est l'œuvre du jeune styliste Ercole Spada et montre une parenté avec la Ferrari 250 GT SWB de Pinin Farina.
Extrêmement rare puisque produite à seulement 19 exemplaires, la DB4 GT Zagato est destinée à concurrencer Ferrari en course. Malgré son palmarès, elle n'a jamais réussi à dominer son éternelle rivale, la 250 GTO. De nos jours, « son prestige et sa beauté intemporelle » en font l'un des modèles les plus recherchés.
En 2019, le constructeur britannique présente l'Aston Martin DB4 GT Zagato Continuation, une réédition du modèle de 1960 qui célèbre les 100 ans du carrossier italien Zagato, et produit à 19 exemplaires.

## Genèse
Alors que Ferrari et ses 250 GT dominent le Grand Tourisme, David Brown décide de produire une version plus rapide de l'Aston Martin DB4 afin de rester compétitif. Il s'adresse alors au carrossier milanais Zagato. Ce dernier, qui a déjà signé de nombreux modèles pour des marques de prestige telles que Ferrari ou Alfa Romeo, est bien connu pour ses réalisations employant la technique Superleggera et recourant à l'aluminium,.

## Design
Évolution de l'Aston Martin DB4 GT apparue en 1960, la carrosserie de la DB4 GT Zagato est, comme son nom l'indique, réalisée par le carrossier milanais Zagato. La DB4 GT Zagato est considérée comme « une sublime démonstration [de son] talent ».
Elle est en revanche dessinée par le jeune styliste Ercole Spada, dont les réalisations s'inspirent d'autres modèles italiens de l'époque, et notamment les Ferrari 250.
Afin d'alléger au maximum l'automobile, Zagato en a fait supprimer tous les éléments non essentiels ; ceci inclut les pare-chocs en chrome et le bois du tableau de bord. La carrosserie est par ailleurs travaillée aérodynamiquement, d'où ses formes toutes en rondeurs.

## Moteur et performances
L'Aston Martin DB4 GT Zagato propulsée par un 6 cylindres en ligne de 3 670 cm3 alimenté par 3 carburateurs Weber double corps DCOE 45. Placé en position longitudinale avant, le moteur développe 377 N m à 5 400 tr/min et 314 ch à 6 000 tr/min, soit 12 ch de plus que la DB4 GT et 74 ch de plus que la DB4 « classique ».
L'utilisation intensive d'aluminium aussi bien pour le châssis que pour la carrosserie ainsi que de plexiglas pour les vitres permet de contenir le poids de l'automobile à seulement 1 225 kg. Elle est d'ailleurs plus légère que la DB4. La DB4 GT Zagato est ainsi capable d'accélérer de 0 à 100 km/h en 6,1 s.

## Compétition
Sur la piste, la DB4 GT Zagato affronte régulièrement la 250 GTO de Ferrari. Cette dernière demeurera invaincue par sa rivale anglaise. La DB4 est en effet à l'origine conçue comme une routière, et non comme une pistarde.